# El rapto de Europa (Joan Tuset i Suau)
El rapto de Europa es una obra del pintor y escultor español Joan Tuset i Suau. Sus figuras son características de su estilo. Creó un estilo propio dentro del arte figurativo, reconocible por sus deformaciones del cuerpo y su ambigüedad. Esta obra está realizada al óleo sobre lienzo, y fue pintada en 1999. Mide 60 cm de alto y 60 cm de ancho.
Joan Tuset interpreta como antes de él, muchos artistas este episodio mitológico, dando una imagen contemporánea y diferente de la escena) El rapto de Europa es un cuadro al óleo de Joan Tuset pintado en el estudio de Barcelona en 1999. El periodista Josep Maria Cadena, dijo de esta obra, (es de una figuración en cierto modo hierática, destinada a conducirnos a la reflexión sobre lo que significa esta fábula). Se expuso en la ya desaparecida Galería Magdalena Baxeras de (Barcelona) el mismo año.

## Descripción
Esta escena de la mitología griega representa el mito Europa, una princesa fenicia hija del rey Agenor, cuando fue vista por Zeus, que se sintió atraído por la belleza de la joven. Para acercarse a la doncella sin levantar sospechas el dios se metamorfoseó en un toro blanco y resplandeciente: con esta forma Zeus se acercó y se sentó a los pies de la joven. Europa, temerosa al principio por la presencia del animal, poco a poco fue cobrando confianza y comenzó a acariciarlo. Fue tanta la confianza que cogió que llegó a sentase sobre el lomo del animal, el cual aprovechó la ocasión para levantarse y adentrarse en el mar llevándose a la joven consigo, sentada en el su lomo y aferrada a sus cuernos. A través del mar ambos llegan hasta la isla de Creta, donde le reveló su verdadera identidad, y engendró en ella a Minos, Radamantis y Sarpedón , y Europa se convirtió en la primera reina de la isla.

## Análisis
Este cuadro y los de su serie, marcan el comienzo de un nuevo período en la obra de Joan Tuset, es la referencia clave para hablar de su transformación en el arte figurativo, del que este artista catalán, es un buen exponente. Marca un nuevo punto de partida donde transforma cada vez más sus figuras, los cánones de profundidad espacial y el ideal existente de sus cuerpos.
El rostro de la diosa, sorprendida, desnuda y en movimiento, parece oponer resistencia y casi está resbalando del lomo del toro, tiene influencias del arte clásico, que Tuset estudió en la época que vivió en París, la cara de la diosa de frente, presenta un perfil que recuerda las máscaras teatrales griegas. El rapto de Europa de Joan Tuset es una obra perteneciente a la nueva pintura del siglo XX. Las bases de esta obra están influenciadas por una reinterpretación de las figuras de Michelangelo, también rememora Las grandes bañistas (Cézanne, Londres) y las escenas de El baño turco de Ingres o el Rapto de las hijas de Leucipo de Peter Paul Rubens.